# 古坊乡
古坊乡，是中华人民共和国安徽省安庆市岳西县下辖的一个乡镇级行政单位。

## 行政区划
古坊乡下辖以下地区：
上坊村、下坊村、古坊村、前进村和王程村。